# Štefan Bučko
Štefan Bučko (* 2. července 1957, Bratislava) je slovenský herec, recitátor a moderátor.

## Působení
V roce 1981 absolvoval studium herectví na Vysoké škole múzických umění v Bratislavě a stal se členem činohry Slovenského národního divadla, kterým je dodnes. Také působí i jako pedagog na Divadelní fakultě VŠMU. Se svými studenty se setkává na hodinách jevištní řeči a uměleckého přednesu. Účinkoval v televizním seriálu Povstalecká história (1984). Jeho manželkou je zpěvačka Adriena Bartošová, se kterou má dceru Andreu Bučko.

## Filmografie
- 1976: Keby som mal dievča (Jaro)
- 1981: Súdim ťa láskou (civilista)
- 1986: Cena odvahy